# Harpactea haymozi
Harpactea haymozi este o specie de păianjeni din genul Harpactea, familia Dysderidae, descrisă de Brignoli, 1979.
Este endemică în Franța. Conform Catalogue of Life specia Harpactea haymozi nu are subspecii cunoscute.